# Yanagisawa Tetsuya
Yanagisawa Tetsuya (柳沢テツヤ) là một họa sĩ diễn hoạt, họa sĩ kịch bản phân cảnh và đạo diễn người Nhật.

## Phim

### Dưới vai đạo diễn
- Kannazuki no Miko (2004)
- Kyōshirō to towa no sora (2007)
- Sora no Otoshimono Movie: Tokei-jikake no Angeloid (2011)
- High School DxD (2012)
- High School DxD New (2013)[1]
- Kenzen Robo Daimidaler (2014)[2]
- Seirei Tsukai no Blade Dance (2014)[3]
- High School DxD BorN (2015)[4]
- Zutto mae kara suki deshita: kokuhaku jikkō iinkai (2016)[5]
- Suki ni naru sono shunkan o (2016)[6]
- Senran Kagura Shinovi Master: Tokyo Yōma-hen (2018)[7]
- Orient (2022)[8]
- Bōshoku no Berserk (2023)[9]